# هانگ گنگ
هان گنگ (چینی: 韩庚؛ پین‌یین: Hán Gēng؛ زادهٔ ۹ فوریه ۱۹۸۴) خواننده و بازیگر چینی است. او حرفه خود را در سال ۲۰۰۱، زمانیکه توسط اس‌ام انترتینمنت به عنوان یکی از اعضای گروه پسرانه سوپر جونیور انتخاب شد، آغاز کرد و در سال ۲۰۰۵ با این گروه دبیو کرد. در ۲۱ دسامبر ۲۰۰۹، هان بر علیه اس‌ام انترتینمنت در دادگاه طرح دعوی کرد و از آن زمان به چین بازگشته است تا فعالیت انفرادی خود را دنبال کند. در ۲۷ دسامبر ۲۰۱۱، خروج هان از اس‌ام انترتینمنت رسمی شد چون هر دو طرف به توافق رسیدند.